# Rhysipolis annulator
Rhysipolis annulator är en stekelart som beskrevs av Van Achterberg och Penteado-dias 2002. Rhysipolis annulator ingår i släktet Rhysipolis och familjen bracksteklar. Inga underarter finns listade i Catalogue of Life.